# Coenagrion australocaspicum
Coenagrion australocaspicum är en trollsländeart som beskrevs av Dumont och Heidari 1996. Coenagrion australocaspicum ingår i släktet blå flicksländor, och familjen sommarflicksländor. IUCN kategoriserar arten globalt som otillräckligt studerad. Inga underarter finns listade i Catalogue of Life.